# Площадка 41
Площадка № 41 — пусковая площадка Научно-исследовательского испытательного полигона № 5 Министерства Обороны СССР, создавалась для лётной отработки межконтинентальных баллистических ракет (МБР) на высококипящих компонентах топлива. Необходимость разработки таких ракет определялась низкими тактико-техническими и эксплуатационными характеристиками первой советской МБР Р-7 созданной в ОКБ-1 под руководством Сергея Павловича Королёва. 13 мая 1959 года специальным постановлением ЦК КПСС и СМ конструкторскому бюро «Южное» (Главный конструктор М. К. Янгель) поручили разработать межконтинентальную баллистическую ракету на высококипящих компонентах топлива, которая получила обозначение Р-16 и индекс — 8К64 . Вместе с площадкой № 41 строились площадки № 42 — техническая площадка и № 43 жилая площадка - для проживания обслуживающего военного персонала и представителей промышленности.

## Строительство площадки
Во второй половине 1959 г. начались строительные работы по возведению сороковых площадок . Строительство пусковой площадки для МБР Р-16, состоящей из двух стартов, было поручено Е. И. Николаеву и Р. Н. Артьемьеву, технической площадки — М. Н. Малькову, а жилую начал строить старший прораб УИР № 130 майор Н. Ф. Трубицин. Помощником у него был молодой офицер В. И. Рудик. Многотысячный коллектив военных строителей и гражданских субподрядных организаций, УНР Г. Д. Дурова  день и ночь трудились с полной отдачей сил. На стартовой и технической площадках появились первые готовые помещения и сооружения. В них начали монтировать оборудование. В апреле 1960 года началось строительство автодорог. В мае месяце появились возможности переселить часть солдат в капитальные каменные казармы, были готовы общежития как для офицеров-строителей, так и заказчиков. Руководством стройки и полигона делалось все, чтобы облегчить жизнь большой массы людей. В августе строительные работы на площадках 41, 42, 43 были завершены. К 17-му октября 1960 г. были закончены работы по монтажу оборудования на объектах площадок № 41, 42 и 43.

## Эксплуатация площадки
26 сентября 1960 года на космодром Байконур прибыла для летных испытаний первая ракета 8К64 № ЛД1-ЗТ. В сентябре 1960 года был утверждён состав Госкомиссии по проведению лётных испытаний МБР Р-16. Председателем комиссии был назначен заместитель министра обороны СССР Главком РВСН Главный маршал артиллерии и ракетных войск М. И. Неделин, техническим руководителем испытаний — Главный конструктор ОКБ-586 М. К. Янгель. До 20 октября проводились комплексные испытания систем ракеты в монтажно-испытательном комплексе, а утром 21 октября 1960 года ракета была вывезена из монтажно-испытательного комплекса и доставлена на 41-ю площадку. 21 и 22 октября были проведены предусмотренные предстартовой подготовкой пристыковка головной части, подъём и установка ракеты на пусковой стол, подключение коммуникаций и испытания всех систем. 23 октября ракета была заправлена компонентами топлива и сжатыми газами. Решением Госкомиссии старт ракеты был назначен на 19:00 23 октября. Но выявленные неисправности вынудили Госкомиссию перенести пуск ракеты на 24 октября. Первую половину дня 24 октября устраняли обнаруженные дефекты. Около 18:45 была объявлена 30-минутная готовность к пуску и начато выставление в ноль программного токораспределителя. При этом произошёл несанкционированный запуск двигателя второй ступени. Огненная струя разрушила баки окислителя и горючего первой ступени. Лавинообразное горение продолжалось около 20 секунд, после чего остатки агрегатов и сооружения догорали ещё два часа. В результате катастрофы площадка № 41 была полностью разрушена. Погибло 78 человек и 42 человека получили ожоги и травмы. В октябре 1998 года по инициативе командира в/ч 44275 Томчука В.Р. силами офицеров 1-го центра космодрома Байконур на 41 площадке был установлен мемориал погибшим испытателям .